# Ewald Schuldt
Ewald Adolf Ludwig Wilhelm Schuldt (* 3. Januar 1914 in Mechelsdorf; † 1. Juni 1987 in Schwerin) war ein deutscher Prähistoriker.

## Leben

### Die frühen Jahre
Ewald Schuldt wurde in Mechelsdorf bei Rerik geboren und wuchs als Einzelkind in einfachen Verhältnissen auf. Seinen Vater, einen Landarbeiter, lernte er nie kennen, da dieser 1914 als Soldat in Frankreich fiel. Der zweite Mann seiner Mutter war ihm ein verständnisvoller Ersatzvater, welcher als Gärtner zunächst auch Ewald Schuldts berufliches Vorbild wurde. Ewald Schuldt besuchte die dörfliche Volksschule und die Reriker Mittelschule. Ein Abitur legte er nicht ab. 1928 begann er eine Gärtnerlehre in Rostock bei der Gärtnerei Bernier bzw. in der dortigen Gartenbauschule und beendete diese 1931 mit seiner Gehilfenprüfung, welche er mit Auszeichnung absolvierte. Eine weiterführende Ausbildung an der Gartenbauschule Braunschweig zum Gartentechniker musste er aufgrund finanzieller Probleme vorzeitig abbrechen. Er arbeitete stattdessen als Gärtner in Wendisch Priborn und erhielt 1935 den Meistertitel. In diesem Jahr begann er den sechsmonatigen Reichsarbeitsdienst und danach den zweijährigen Wehrdienst in der Wehrmacht.
Bereits in dieser Zeit war Ewald Schuldt Mitarbeiter im Mecklenburgischen Landesamt für Denkmalpflege und nahm an vor- und frühgeschichtlichen Ausgrabungen in Mecklenburg teil. Eine erste praktische Betätigung fand er bei den Ausgrabungen auf dem jungsteinzeitlichen Flachgräberfeld auf der Toteninsel im Ostorfer See bei Schwerin unter der Leitung von Willy Bastian. Ab 1938 wurde er für seinen Einsatz entlohnt und bekleidete im Mecklenburgischen Landesamt für Denkmalpflege das Amt des wissenschaftlichen Zeichners für vor- und frühgeschichtliche Landesaufnahmen.

### Kriegszeiten
Im August 1939 wurde Ewald Schuldt zum Kriegsdienst im Zweiten Weltkrieg eingezogen und nach zweimaliger Verwundung 1945 als Oberleutnant dienstuntauglich aus der Armee entlassen. Für seinen Kriegsdienst erhielt er das Eiserne Kreuz II. Klasse und das Verwundetenabzeichen, eine Kriegsgefangenschaft blieb ihm erspart. Noch zu Kriegszeiten heiratete er seine erste Frau Anneliesa Drews. Aus dieser Ehe gingen die Kinder Eike (* 20. Januar 1944) und Sabine (* 1. September 1945) hervor, welche ihn später noch auf einige Ausgrabungen begleiteten. Am 15. August 1945 kehrte er an seinen alten Arbeitsplatz zurück, fand aber eine verwaiste vorgeschichtliche Abteilung des ehemaligen Mecklenburgischen Landesmuseums für Vor- und Frühgeschichte vor. Schließlich wurde er mangels anderer Fachkräfte zum Abteilungsleiter der vor- und frühgeschichtlichen Abteilung, also zum Bodendenkmalpfleger für Mecklenburg, ernannt. Aufgrund der schwierigen Umstände kurz nach dem Krieg erschien ihm dieses Amt als Bürde. So gehörte zu den ersten Aufgaben nach dem Krieg die Sicherstellung des umfangreichen Museumsbestandes der von seinen Vorgängern gesammelten Kulturgüter sowie deren Überführung vom Schweriner Schloss zurück ins Museumsgebäude am Alten Garten. Das Schloss musste innerhalb weniger Tage für einen Stab der Roten Armee von allen musealen Beständen geräumt werden.

### Promotion
Im Jahre 1946 stellte er die vorgeschichtliche Schausammlung des Mecklenburgischen Landesmuseums neu zusammen, welche 1947 wieder für Besucher zugänglich gemacht wurde. Es entstand eine erste, von nazistischem Gedankengut freie Ausstellung in der Sowjetischen Besatzungszone. Zwischen 1946 und 1950 bearbeitete er den Urnenfriedhof Pritzier der späten römischen Kaiserzeit. Noch vor Gründung der DDR trat er in die SED und den FDGB ein, später wurde er auch Mitglied im Kulturbund und in der Gesellschaft für Deutsch-Sowjetische Freundschaft. Er war zudem langjähriger Vorsitzender des Bezirksausschusses der Nationalen Front.
1950 gelang ihm die Bildung einer Arbeitsgemeinschaft bzw. eines Forschungsprogramms mit der Deutschen Akademie der Wissenschaften zu Berlin. Aus dieser Zusammenarbeit heraus lernte er 1949 Wilhelm Unverzagt kennen, mit dem ihn dann eine lebenslange Freundschaft verband. Im Jahre 1950 wurden durch das Historische Institut in Rostock Planungen zu Burggrabungen einer slawischen Großsiedlung auf der Burgwallinsel im Teterower See angeregt. Als für diese Region zuständiger Bodendenkmalpfleger wollte Ewald Schuldt diese unbedingt begleiten. Zunächst wurde ihm die Teilnahme als Nichtakademiker verwehrt, schließlich wurde er doch mit der örtlichen Durchführung beauftragt. Die Forschungen waren ein erster Höhepunkt in der Archäologie der nordwestslawischen Stämme und brachten neue Erkenntnisse zum slawischen Wege- und Brückenbau. Im selben Jahr verstarb seine Frau Anneliesa. Ewald Schuldt heiratete daraufhin bald Renate Härtel (* 29. September 1928), die Mutter seines zweiten Sohnes Michael ist. 1951 wurde er durch eine Verfügung des Staatssekretärs für das Hochschulwesen zur Sonderausbildung für den Nachwuchs an Wissenschaftlern und Hochschullehrern an der Humboldt-Universität zu Berlin als außerplanmäßiger wissenschaftlicher Aspirant zugelassen. Sein Betreuer wurde Wilhelm Unverzagt, der zu diesem Zeitpunkt Vorsitzender der Kommission für Vor- und Frühgeschichte der Deutschen Akademie der Wissenschaften zu Berlin war.
Der Titel seiner Dissertation lautete Pritzier, ein Urnenfriedhof der spätrömischen Zeit in Mecklenburg. Sie behandelt das Urnengräberfeld, das zu diesem Zeitpunkt größte und am besten untersuchte Bodendenkmal seiner Art in Mecklenburg. Pritzier lieferte eine einwandfreie Abfolge der Bestattungen der frühzeitlichen Menschen (200–450 n. Chr.). Ewald Schuldts Promotion galt als Standardwerk der Untersuchung prähistorischer Gräber und erhielt das Prädikat „sehr gut“. Am 29. Oktober 1953 wurde er zum Doktor der Philosophie ernannt.

### Direktor des Museums für Ur- und Frühgeschichte
Kurz darauf schuf Ewald Schuldt aus der frühgeschichtlichen Abteilung des Landesmuseums das Museum für Ur- und Frühgeschichte.
In den folgenden Jahren nahm er an zahlreichen Ausgrabungen der Mittelsteinzeit bis zur Slawenzeit in Mecklenburg teil. Sein Wirken als Bodendenkmalpfleger mündete im Entdecken hunderter neuer Denkmäler und tausender archäologischer Fundstücke. Seine Aufzeichnungen über gewonnene Erkenntnisse veröffentlichte er in mehr als 200 Publikationen.

### Weitere Ausgrabungen

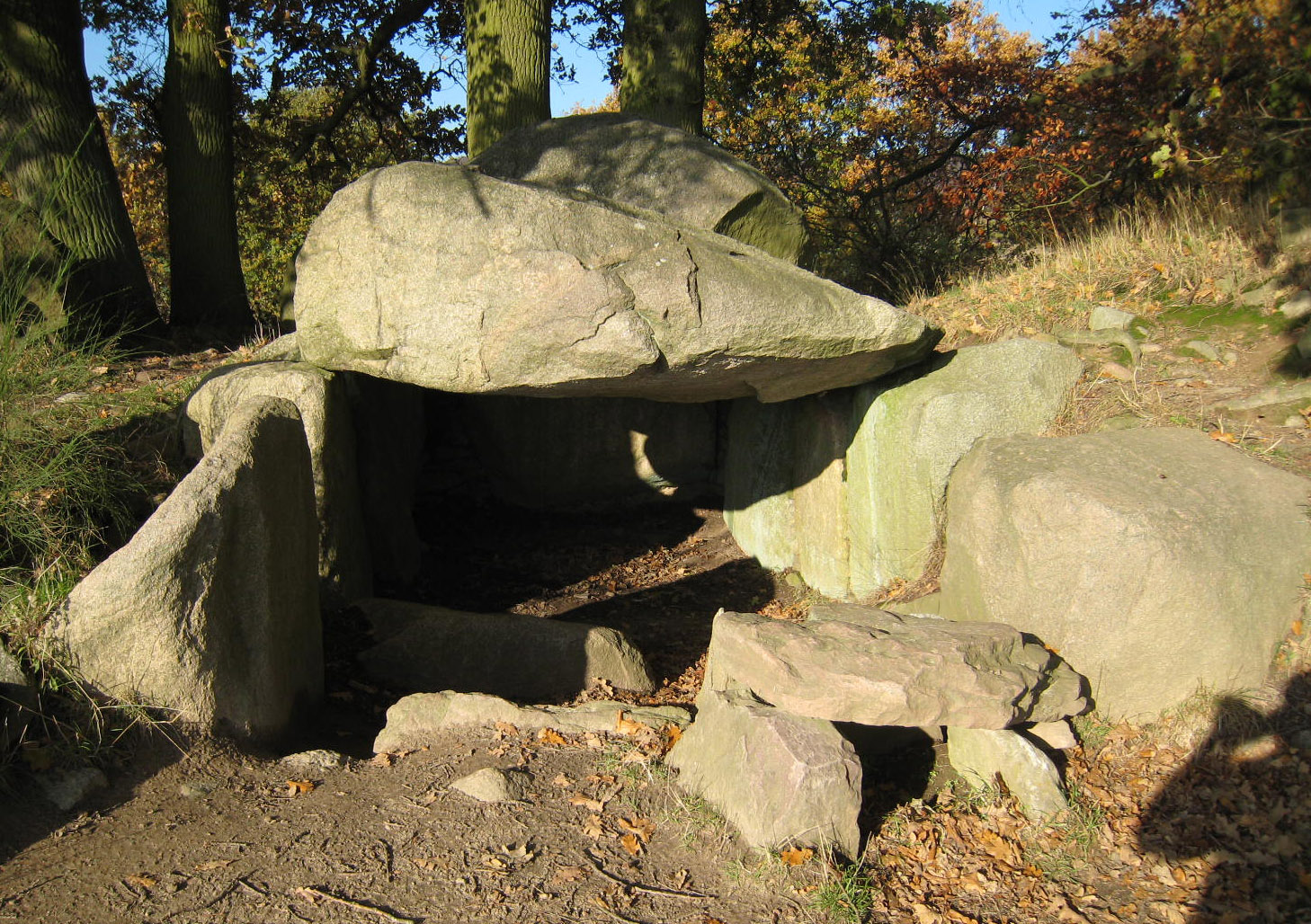
Lancken-Granitz (Insel Rügen), eines der sieben gut erhaltenen Großsteingräber aus der Bronze- und Steinzeit

Von 1953 bis 1955 leitete er Ausgrabungen auf einem 1952 entdeckten frühgeschichtlichen Wohnplatz bei Hohen Viecheln am Nordufer des Schweriner Sees, einer der bedeutendsten Fundstellen jener Zeit. Daran schlossen sich bis 1961 Untersuchungen der Burgen von Behren-Lübchin an. Diese erlaubten die detailgetreue Rekonstruktion einer slawischen Fürstenburg und neue Erkenntnisse zum Brücken- und Straßenbau sowie der Wallbefestigungen der Slawen. Im Rahmen dieser Forschungen erstellte Ewald Schuldt eine Chronologie und Typologie der slawischen Keramik nach Formgebung und Verzierung der Gefäße, die er 1981 noch einmal überarbeitete und präzisierte. Diese findet noch heute Anwendung. Zeitgleich wurden Ausgrabungen auch an Wall und Innenflächen der altslawischen Burg von Liepen durchgeführt. Ab 1962 folgten weitergehende Untersuchungen der alten Burg von Sukow, vor allem zum Wege- und Straßenbau der nordwestslawischen Stämme. 1963 bis 1964 konnte er anhand der Grabungen am Burgwall von Neu Nieköhr/Walkendorf die von ihm deklarierten zehn slawischen Keramikgruppen erforschen. Die von ihm zwischen 1964 und 1970 untersuchten 106 jungsteinzeitlichen Großsteingräber (darunter waren keine Steinkisten) wurden größtenteils denkmalpflegerisch rekonstruiert. Im Zuge dieser Arbeiten stellte Ewald Schuldt eine Übersicht über die Typen der mecklenburgischen Megalithgräber des Neolithikums auf. Sie sollten eine Unterteilung und Benennung der im Arbeitsgebiet vorhandenen Objekte ermöglichen. Diese und noch folgende Ausgrabungen führten 1964 schließlich zur Verleihung des Professoren-Titels.

### Höhepunkt seiner Forschung
1973 begann er umfangreiche Untersuchungen in der altslawischen Siedlungskammer am Sternberger See mit den Burgen Groß Raden, Groß Görnow und der Sternberger Burg. Ein Jahr später wurde dort ein altslawischer Tempel bei Groß Raden entdeckt. Diese Entdeckung leitete den erfolgreichen Abschluss seiner langjährigen Forschungstätigkeit ein, der auch mit seiner Pensionierung als Direktor des Museums für Ur- und Frühgeschichte einherging.
Er entschied sich, das Archäologische Freilichtmuseum Groß Raden zu bauen, das auf den dortigen Ausgrabungen beruhen sollte. Ewald Schuldt besorgte die Vorlagen für die Errichtung des Museumsgebäudes, schuf die Modelle und das Drehbuch für die Ausstellung sowie die Unterlagen für die zu errichtenden Bauten im Freilichtteil; 1984 wurde der Grundstein für das Museumshaus gelegt. Die Eröffnung des Museums „Altslawischer Tempelort Groß Raden“ fand am 13. Mai 1987 in Anwesenheit des stellvertretenden Ministers für Hoch- und Fachschulwesen Gerhard Engel statt. Sie sollte ein Lehrbeispiel für die slawische Kultur im Mecklenburger Raum sein. Ewald Schuldt erlebte noch die Einweihung des Museums, doch wenige Tage später starb er infolge einer langjährigen Erkrankung am 1. Juni 1987 im Alter von 73 Jahren.

## Bedeutung
Ewald Schuldt gehört zu den bekanntesten und erfolgreichsten mecklenburgischen Archäologen. Ihm gelangen nachhaltige Untersuchungen, besonders auf dem Gebiet der Ur- und Frühgeschichte. Seine wissenschaftliche Arbeit schließt sich damit an die von 1835 von G.C.F. Lisch begonnenen und 1880 bis 1942 von Robert Beltz fortgesetzten Forschungen an. Die Schwerpunkte seiner wissenschaftlichen Arbeit lagen auf Ausgrabungen von Großsteingräbern, den Grabstätten der jungsteinzeitlichen Bauernbevölkerung um die Mitte des 3. Jh. v. Chr. und auf den Ausgrabungen auf slawischen Fundplätzen (600 bis 1200 n. Chr.). Grabungen aus dieser Zeit boten ihm Einblicke in das gesellschaftliche, wirtschaftliche und kulturelle Leben der alten Slawen. Bis 1945 war kaum etwas über sie in Mecklenburg bekannt, sein Verdienst ist, dass sich unser Wissen darüber um ein Vielfaches vermehrte. Besonders hervorzuheben sind auch seine umfangreiche Bibliographie sowie seine zahlreichen Auszeichnungen.

## Würdigungen
- Mitglied im Conseil International des Musées (ICOM) und im Conseil Permanent de l’Union Internationale des Sciences Préhistoriques et Protohistorique
- Mitglied des Beirates für Bodendenkmalpflege bei Ministerium für Fach- und Hochschulwesen, des Rates für Alte Geschichte und Archäologie bei der Akademie der Wissenschaften, des Rates für Museumswesen und des Nationalen Museumsrates der DDR
- Vaterländischer Verdienstorden
- Stern der Völkerfreundschaft
- Nationalpreis der DDR

## Werke
- Der eintausendjährige Tempelort Gross Raden. Museum für Ur- und Frühgeschichte, Schwerin 1987.
- 25 Jahre Museum für Ur- und Frühgeschichte Schwerin. Museum für Ur- und Frühgeschichte, Schwerin 1977.
- Die mecklenburgischen Megalithgräber. Deutscher Verlag der Wissenschaft, Berlin 1972.
- Mecklenburg – urgeschichtlich. Petermänken, Schwerin 1954.